# Institut des sciences et industries du vivant et de l'environnement
Institut des sciences et industries du vivant et de l'environnement (Agro ParisTech), fondată în 2007, este o universitate tehnică de stat din Paris (Franța).

## Secții
- Master

Domeniu: Inginerie 
- Doctorat

Domeniu: Biologie, biotehnologie, sănătate, alimentație, mediu, energie
- Mastère Spécialisé